# Jerry Heil
Yana Oleksandrivna Shemayeva (em ucraniano: Я́на Олекса́ндрівна Шема́єва; Vasylkiv, Ucrânia; 21 de Outubro de 1995), conhecida profissionalmente como Jerry Heil (em ucraniano: Дже́ррі Гейл), é uma cantora, compositora e YouTuber ucraniana. Começou a sua carreira musical depois de lançar o seu canal no YouTube em 2012, onde publica vlogs e covers musicais.
Jerry Heil iniciou a sua carreira musical profissional em 2017 com o seu primeiro extended play intitulado «De miy dim» com a Vidlik Records. Posteriormente lançou o single «#OKHRANA_OTMYENA» em 2019, que se tornou um dos cinco maiores êxitos na Ucrânia naquele ano. O seu primeiro álbum de estúdio intitulado «#YA_YANA» foi lançado em Outubro de 2019. Desde o início do seu canal no YouTube, acumulou mais de 34,9 milhões de visualizações e 420 mil subscritores.
Ela junto com a também cantora ucraniana Alyona Alyona representaram a Ucrânia no Festival Eurovisão da Canção de 2024 com a canção «Teresa & Maria».

## Início da vida
Yana Shemayeva nasceu em Vasylkiv, uma vila situada nos arredores de Kiev a 21 de Outubro de 1995. Os seus pais trabalham ambos como comerciantes. Enquanto criança ela frequentou escolas de música em Kiev, tais como o Instituto de Música de Kiev R. Glier e o Conservatório de Kiev.

## Carreira

### Início da carreira
A cantora começou a usar o seu pseudónimo «Jerry» aos 15 anos de idade. Depois de se registar na rede social russa VKontakte, usou o nome «Jerry Mouse», fazendo referência à personagem de desenhos animados com o mesmo nome. Depois mudou o nome Mouse para Heil, alegando o seu desejo de usar o primeiro apelido americano que visse na internet. Ela expressou a sua vergonha pela história por detrás do seu nome artístico, a qual considera uma «parvoíce».
Em 2012, ainda adolescente ela lançou o seu canal no YouTube onde publicou vlogs e covers de canções populares de músicos ucranianos e internacionais, como Twenty One Pilots, Okean Elzy, The Hardkiss e Kodaline. O vocalista dos Okean Elzy, Sviatoslav Vakarchuk, publicou frequentemente covers de canções da banda e referiu a sua aprovação das versões da Jerry.

### 2017-2018: Avanço profissional e «De miy dim»
Em 2017, a Jerry assinou um contrato de gravação com a editora discográfica ucraniana Vidlik Records, conhecida pela sua associação com o grupo musical ucraniano Onuka. Foi apresentada à editora e aos seus fundadores Yevhen Filatov e Nata Zhyzhchenko - a cantora líder dos Onuka - depois da Jerry ter começado a procurar produtores para a ajudarem com a sua canção «De miy dim». A cantora começou então a trabalhar em estreita colaboração com a editora e gravou com eles o seu primeiro extended play que foi lançado em Outubro de 2017.
Em 2018, ela fez a audição para a nona temporada do X-Factor da Ucrânia. Passou da audição inicial, perante os jurados, para a fase de bootcamp da competição, onde foi eliminada. Após a sua eliminação, Jerry regressou à música e lançou os singles «Kava» e «Postil»; o último dos dois lançamentos incluía o seu videoclip de estreia.

### 2019-presente: «Okhrana, otmyena», «Ya, Yana» e Eurovisão
Em março de 2019, a cantora publicou no Instagram uma parte do seu próximo single «Okhrana, otmyena», que tinha gravado com o produtor ucraniano Morphom. A faixa rapidamente ganhou força, quando cantores ucranianos como NK e Vera Brezhneva elogiaram e partilharam o trecho da música. Mais tarde, a Jerry lançou uma versão completa da canção através do YouTube no mês seguinte, onde o seu videoclip recebeu mais de 14,8 milhões de visualizações; «Okhrana, otmyena» tornou-se também um dos cinco maiores êxitos na Ucrânia. Após o sucesso da canção, ela começou a dedicar-se à escrita de canções, tendo escrito canções para músicos como Brezhneva e a banda Cloudless, com o compositor e produtor ucraniano Konstantin Meladze.
Em Setembro de 2019, ela lançou o seu primeiro álbum de estúdio intitulado «Ya, Yana» no YouTube. O álbum incluía oito canções e foi lançado comercialmente no mês seguinte. Em Janeiro de 2020, foi anunciado que a cantora iria competir no «Vidbir 2020», a seleção nacional ucraniana para o Festival Eurovisão da Canção 2020 em Roterdão. A sua canção «Vegan» qualificou-se para a final, mas acabou por ficar em sexto lugar.
A cantora voltou a participar no «Vidbir» em Dezembro de 2022 com a sua canção «When God Shut the Door», onde competiu para representar a Ucrânia no Festival Eurovisão da Canção de 2023 mas acabou por ficar em terceiro lugar.
Ela e Alyona Alyona foram seleccionadas entre os finalistas do «Vidbir» de 2024 com a canção «Teresa & Maria». Venceram a seleção e ganharam o direito de representar a Ucrânia no Festival Eurovisão da Canção de 2024.

## Vida pessoal
Jerry Heil é fluente em ucraniano, russo e inglês. A maior parte das suas canções são gravadas em ucraniano. A artista é vegana.

### Violação dos direitos de autor
Em agosto de 2018, a editora Komp Music Publishing - licenciada da Universal Music Group na Ucrânia - ameaçou processar Jerry Heil pela utilização não autorizada da canção «Believer» dos Imagine Dragons num dos seus vídeos. A empresa insistiu então que todas as canções do Universal Music Group incluídas no canal de Heil deviam ser removidas e exigiu uma coima de vários milhares de hryvnias ucranianas por violação das leis de direitos de autor. A empresa intentou duas acções judiciais contra a cantora, o que resultou no encerramento do canal de Jerry no YouTube.
A AIR Music, parceira da Jerry, aceitou o caso. Numa reunião entre representantes de ambas as empresas, foi negociado um acordo em que as multas da cantora foram substancialmente reduzidas e foi alcançado um acordo sobre o número de infracções aos direitos de autor cometidas por ela. Posteriormente, a Komp Music Publishing retirou as acções judiciais e o canal da Jerry foi restaurado.

## Discografia

### Álbuns de estúdio
| Título   | Detalhes                                                                       |
| -------- | ------------------------------------------------------------------------------ |
| Ya, Yana | - Lançado: 4 de Outubro de 2019 - Selo: Best Music - Formato: descarga digital |

### Extended plays
| Título     | Detalhes                                                                            |
| ---------- | ----------------------------------------------------------------------------------- |
| De miy dim | - Lançado: 27 de Outubro de 2017 - Selo: Vidlik Records - Formato: descarga digital |

### Singles
| Título             | Ano  | Posições de topo nas tabelas | Álbum                 |
| Título             | Ano  | UKR                          | Álbum                 |
| ------------------ | ---- | ---------------------------- | --------------------- |
| "De miy dim"       | 2017 | —                            | De miy dim            |
| "Kava"             | 2018 | —                            | Singles fora do álbum |
| "Postil"           | 2018 | —                            | Singles fora do álbum |
| "Okhrana, otmyena" | 2019 | 9                            | Ya Yana               |
| "Natverkay"        | 2019 | —                            | Ya Yana               |
| "Vilna kasa"       | 2019 | 94                           | Ya Yana               |
| "Vichnist"         | 2019 | —                            | Singles fora do álbum |
| "Vegan"            | 2020 | —                            | Singles fora do álbum |
| "Kozatsʹkoho rodu" | 2022 | —                            | Singles fora do álbum |